# James I. Kirkland
James Ian Kirkland (24 de agosto de 1954 (70 años) es un profesor, paleontólogo y geólogo estadounidense. Trabajó con restos de dinosaurios del sudoeste de EE. UU. y de México y ha sido responsable de descubrir nuevos e importantes géneros. Nombró (o trabajó con quienes nombraron) Animantarx, Cedarpelta, Eohadrosaurus (nomen nudum, hoy Eolambia), Jeyawati, Gastonia, Mymoorapelta, Nedcolbertia, Utahraptor, Zuniceratops, Europelta and Diabloceratops. En el mismo sitio donde encontró a Gastonia y Utahraptor, Kirkland thmbién excavó y halló fósiles de los tericinosáurios Nothronychus y Falcarius.

## Carrera
Nacido en 1954, en Weymouth, Massachusetts.
- High School, Marshfield High School, Marshfield, Massachusetts. 1972
- B.S. ciencias geológicas, Instituto de Minería y Tecnología de Nuevo México, Socorro, Nuevo México. 1977 (presidente del Cuerpo de Estudiantes, 1975-1976)
- M.S. geología, Universidad del Norte de Arizona, Flagstaff, Arizona. 1983
- Ph.D. Universidad de Colorado en Boulder, Colorado. 1990

Es profesor adjunto de geología en la Mesa State College, Grand Junction, Colorado, profesor adjunto y asociado en la Universidad de Utah, Salt Lake City, Utah e investigador asociado del Museo de Historia Natural de Denver en  Colorado Boulevard, Denver, Colorado. 
Durante la última década ha sido el paleontólogo del Estado de Utah, para el Instituto Geológico de Utah, emitiendo permisos para la investigación paleontológica en las tierras del estado de Utah, controlando las investigaciones y problemas paleontológicos en todo el Estado y promoviendo los recursos paleontológicos de Utah para el bien público.

### Mesozoico
Como experto en el mesozoico, ha pasado más de treinta años excavando fósiles en el sudoeste de EE. UU. y de México, siendo autor y coautor de más de 75 artículos profesionales. Algunos de sus intereses científicos han sido reconstruir antiguos ambientes marinos y terrestres, la bioestratigrafía, paleoecología y extinciones masivas. Además de los dinosaurios, ha descrito y nombrado muchos moluscos y peces fósiles.

### Cretáceo
Sus investigaciones en el Cretáceo Medio de Utah, indican que en los orígenes de Alaska y el primer gran intercambio de fauna asiático-norteamericano se produjeron hace unos 100 millones de años, que lo han demostrado sus numerosos viajes a China y Mongolia.

## Viaje a las estrellas
Con Diane Carey, ha escrito una saga sobre Star Trek, llamada First Frontier.

## Abreviatura (zoología)
La abreviatura Kirkland  se emplea para indicar a James I. Kirkland como autoridad en la descripción y taxonomía en zoología.

- Datos: Q3821154
- Especies: James Ian Kirkland